# Odd Couple (Fernsehserie)/Episodenliste
Diese Episodenliste enthält alle Episoden der US-amerikanischen Comedyserie Odd Couple, sortiert nach der US-amerikanischen Erstausstrahlung. Zwischen 2015 und 2017 entstanden in drei Staffeln insgesamt 38 Episoden mit einer Länge von jeweils etwa 22 Minuten.

## Übersicht
| Staffel | Episodenanzahl | Erstausstrahlung USA | Erstausstrahlung USA | Deutschsprachige Erstausstrahlung | Deutschsprachige Erstausstrahlung |
| Staffel | Episodenanzahl | Staffelpremiere      | Staffelfinale        | Staffelpremiere                   | Staffelfinale                     |
| ------- | -------------- | -------------------- | -------------------- | --------------------------------- | --------------------------------- |
| 1       | 12             | 19. Februar 2015     | 14. Mai 2015         | 23. Januar 2016                   | 8. März 2016                      |
| 2       | 13             | 7. April 2016        | 23. Mai 2016         | 4. Januar 2017                    | 8. Februar 2017                   |
| 3       | 13             | 17. Oktober 2016     | 30. Januar 2017      |                                   |                                   |

## Staffel 1
Die Erstausstrahlung der ersten Staffel war vom 19. Februar bis zum 14. Mai 2015 auf dem US-amerikanischen Sender CBS zu sehen. Die deutschsprachige Erstausstrahlung der ersten 5 Episoden sendete der österreichische Free-TV-Sender Puls 4 vom 23. Januar bis zum 13. Februar 2016. Die restlichen Episoden wurden vom 16. Februar bis zum 8. März 2016 auf dem deutschen Free-TV-Sender ProSieben erstausgestrahlt.
| Nr. (ges.) | Nr. (St.) | Deutscher Titel                           | Originaltitel                    | Erstausstrahlung USA | Deutschsprachige Erstausstrahlung (A/D) | Regie           | Drehbuch                                   |
| ---------- | --------- | ----------------------------------------- | -------------------------------- | -------------------- | --------------------------------------- | --------------- | ------------------------------------------ |
| 1          | 1         | Doppel-Date                               | The Pilot                        | 19. Feb. 2015        | 23. Jan. 2016                           | Mark Cendrowski | Danny Jacobson, Matthew Perry & Joe Keenan |
| 2          | 2         | Der Ghostwriter                           | The Ghostwriter                  | 26. Feb. 2015        | 23. Jan. 2016                           | Phill Lewis     | Lesley Wake Webster                        |
| 3          | 3         | Happy Birthday, Felix!                    | The Birthday Party               | 5. März 2015         | 30. Jan. 2016                           | Phill Lewis     | Dan O’Shannon                              |
| 4          | 4         | Ein blindes Date findet auch mal ein Korn | The Blind Leading the Blind Date | 12. März 2015        | 6. Feb. 2016                            | Phill Lewis     | Tucker Cawley                              |
| 5          | 5         | Hochzeits-Schwindel                       | The Wedding Deception            | 2. Apr. 2015         | 13. Feb. 2016                           | Phill Lewis     | Joe Keenan                                 |
| 6          | 6         | Hypochonder wider Willen                  | Heal Thyself                     | 9. Apr. 2015         | 16. Feb. 2016                           | Mark Cendrowski | Bob Daily                                  |
| 7          | 7         | Oscar geht ins Fernsehen                  | Secret Agent Man                 | 16. Apr. 2015        | 23. Feb. 2016                           | Mark Cendrowski | Tony Dodds                                 |
| 8          | 8         | Die Unger Games                           | The Unger Games                  | 23. Apr. 2015        | 23. Feb. 2016                           | Andy Cadiff     | Tad Quill                                  |
| 9          | 9         | Schlaf, Felix, schlaf!                    | Sleeping Dogs Lie                | 30. Apr. 2015        | 1. März 2016                            | Mark Cendrowski | Emily Cutler                               |
| 10         | 10        | Ich hasse New York!                       | Enlightening Strikes             | 7. Mai 2015          | 1. März 2016                            | Phill Lewis     | Tucker Cawley & Emily Cutler               |
| 11         | 11        | Rollenspiele                              | Jealous Island                   | 7. Mai 2015          | 8. März 2016                            | Mark Cendrowski | Cindy Appel & Michael J. S. Murphy         |
| 12         | 12        | Zwei seltsame Paare                       | The Audit Couple                 | 14. Mai 2015         | 8. März 2016                            | Andy Cadiff     | Dan O’Shannon                              |

## Staffel 2
Die Erstausstrahlung der zweiten Staffel war vom 7. April bis zum 23. Mai 2016 auf dem US-amerikanischen Sender CBS zu sehen. Die deutschsprachige Erstausstrahlung sendete der deutsche Free-TV-Sender ProSieben vom 4. Januar bis zum 8. Februar 2017.
| Nr. (ges.) | Nr. (St.) | Deutscher Titel                 | Originaltitel           | Erstausstrahlung USA | Deutschsprachige Erstausstrahlung (D) | Regie                | Drehbuch                                      |
| ---------- | --------- | ------------------------------- | ----------------------- | -------------------- | ------------------------------------- | -------------------- | --------------------------------------------- |
| 13         | 1         | Der große Lauschangriff         | All About Eavesdropping | 7. Apr. 2016         | 4. Jan. 2017                          | Phill Lewis          | Emily Cutler                                  |
| 14         | 2         | Die Nacht der Macken            | Unger the Influence     | 14. Apr. 2016        | 4. Jan. 2017                          | Phill Lewis          | Dan O’Shannon                                 |
| 15         | 3         | Junge Hüpfer                    | From Here to Maturity   | 21. Apr. 2016        | 11. Jan. 2017                         | Mark Cendrowski      | Tucker Cawley                                 |
| 16         | 4         | Der verlorene Sohn              | Madison & Son           | 28. Apr. 2016        | 11. Jan. 2017                         | Mark Cendrowski      | Bob Daily                                     |
| 17         | 5         | Ein Netz aus Lügen              | Oscar’s Overture        | 2. Mai 2016          | 18. Jan. 2017                         | Beth McCarthy Miller | Joe Port & Joe Wiseman                        |
| 18         | 6         | Auf den Hund gekommen           | An Oscar Named Desire   | 5. Mai 2016          | 18. Jan. 2017                         | Katy Garretson       | Emily Cutler & Neil Goldman & Garrett Donovan |
| 19         | 7         | Dani rockt die Show             | Make Room For Dani      | 9. Mai 2016          | 25. Jan. 2017                         | Phill Lewis          | Neil Goldman & Garrett Donovan                |
| 20         | 8         | Verflucht, verlobt, verheiratet | A Dinner Engagement     | 12. Mai 2016         | 25. Jan. 2017                         | Victor Gonzalez      | Ryan Raddatz                                  |
| 21         | 9         | Schach dem Felix                | Chess Nuts              | 16. Mai 2016         | 1. Feb. 2017                          | Katy Garretson       | Michael J.S. Murphy & Frank O. Wolff          |
| 22         | 10        | Ein flotter Dreier              | Odd Man Out             | 19. Mai 2016         | 1. Feb. 2017                          | Mark Cendrowski      | Tony Dodds                                    |
| 23         | 11        | Asphaltcowboy Felix             | Road Scholar            | 19. Mai 2016         | 8. Feb. 2017                          | Andy Fickman         | Stephanie Furman Darrow                       |
| 24         | 12        | Die Qual der Wahl               | All the Residents’ Men  | 23. Mai 2016         | 8. Feb. 2017                          | Jeff Greenstein      | Stephanie Furman Darrow & Tony Dodds          |
| 25         | 13        | Der Ex-Faktor                   | The Ex-Factor           | 23. Mai 2016         | 8. Feb. 2017                          | Jeff Greenstein      | Bob Daily & Ryan Raddatz                      |

## Staffel 3
Die Erstausstrahlung der dritten Staffel war vom 17. Oktober 2016 bis zum 30. Januar 2017 auf dem US-amerikanischen Sender CBS zu sehen. Eine deutschsprachige Erstausstrahlung wurde bisher noch nicht gesendet.
| Nr. (ges.) | Nr. (St.) | Deutscher Titel               | Originaltitel                    | Erstausstrahlung USA | Deutschsprachige Erstausstrahlung (—) | Regie           | Drehbuch                                            |
| ---------- | --------- | ----------------------------- | -------------------------------- | -------------------- | ------------------------------------- | --------------- | --------------------------------------------------- |
| 26         | 1         | Bei Anruf Eifersucht          | London Calling                   | 17. Okt. 2016        | —                                     | Mark Cendrowski | Bob Daily                                           |
| 27         | 2         | Essensschlacht                | Food Fight                       | 24. Okt. 2016        | —                                     | Ted Wass        | Tucker Cawley                                       |
| 28         | 3         | Süßes, sonst gibt’s Saures    | I Kid, You Not                   | 31. Okt. 2016        | —                                     | Pamela Fryman   | Stephanie Furman Darrow                             |
| 29         | 4         | Toffees und ein Todesfall     | Taffy Days                       | 7. Nov. 2016         | —                                     | Phill Lewis     | Donick Cary, Ryan Raddatz & Stephanie Furman Darrow |
| 30         | 5         | Miss England                  | Miss England                     | 14. Nov. 2016        | —                                     | Jeff Greenstein | Emily Cutler                                        |
| 31         | 6         | Lange Rede, böser Sinn        | Eisen Trouble                    | 21. Nov. 2016        | —                                     | Jeff Greenstein | Ryan Raddatz                                        |
| 32         | 7         | Dreipaartherapie              | The Odd Couples                  | 28. Nov. 2016        | —                                     | Ted Wass        | Tom Hertz                                           |
| 33         | 8         | Schöne Bescherung             | Felix Navidad                    | 12. Dez. 2016        | —                                     | Phill Lewis     | Emily Cutler, Tony Dodds & Tom Hertz                |
| 34         | 9         | Startbereit zur Fortpflanzung | My Bestfriend’s Girl             | 2. Jan. 2017         | —                                     | Phill Lewis     | Donick Cary                                         |
| 35         | 10        | Geht sie oder bleibt sie?     | Should She Stay or Should She Go | 9. Jan. 2017         | —                                     | Phill Lewis     | Tony Dodds                                          |
| 36         | 11        | Batman gegen den Pinguin      | Batman vs. The Penguin           | 16. Jan. 2017        | —                                     | Mark Cendrowski | Frank O. Wolff & Michael J.S. Murphy & Dante Russo  |
| 37         | 12        | Ein himmlisches Paar          | The God Couple                   | 30. Jan. 2017        | —                                     | Pamela Fryman   | Kristi Korzec & Dan O’Shannon & Aaron Shure         |
| 38         | 13        | Ein Auszug mit Folgen         | Conscious Odd Coupling           | 30. Jan. 2017        | —                                     | Pamela Fryman   | Bob Daily & Tucker Cawley                           |